# Пуцурени (Ботошани)
Пуцурени (рум. Puțureni) насеље је у Румунији у округу Ботошани у општини Коцушка. Oпштина се налази на надморској висини од 161 m.

## Становништво
Према подацима из 2002. године у насељу је живело 638 становника, од којих су сви румунске националности.